# 萝扎·奥通巴耶娃
萝扎·伊萨科芙娜·奥通巴耶娃（發音：[ɾózɑ ɪsɑ́q‿qɯzɯ́ otʰʊnpáɪeβə]；1950年8月23日—），為前任吉爾吉斯斯坦總統。曾是前吉爾吉斯斯坦外长，並在2010年吉尔吉斯斯坦革命以前是反对派领导人。奥图巴耶娃2010年4月8日宣布，她组建的临时政府将在6个月内履行政府职能。她表示，临时政府准备在半年之内修改宪法、选举法和政党法，以符合民主发展的需求。

## 生平
1950年8月23日出生在吉爾吉斯坦奥什，1972年从莫斯科国家大学哲学系毕业。之后在吉爾吉斯坦国家大学担任了6年高级教授及哲学系系主任职位。
1981年她担任吉爾吉斯共产党伏龙芝市列宁区区委第二书记，从此便开始了她的政治生涯。1980年代做为苏联的代表被派往巴黎的联合国教科文组织，随后成为苏联驻马来西亚的大使。1992年，她成为独立后的吉爾吉斯坦首位驻美国大使。两年后，她被总统阿卡耶夫任命为外交部长。1998年至2001年期间担任该国驻英国大使。
2004年，她与阿卡耶夫决裂，成立了一个新政党。
在2005年的“郁金香革命”中，她帮助巴基耶夫取得了政权。随后，她被巴基耶夫任命为外长。
2010年4月巴基耶夫被推翻後，她代理總統一職。成為吉國首位女性總統。